# 調整池
調整池（英語：retention basin）又稱為調節池、湿滞洪池（wet retarding basin）或雨水管理池（stormwater management pond），是一種用來儲蓄或是調節地表水排放量的人工水池，通常在河流附近且周边种有植被。調整池的功能相當廣泛，包括防洪、侵蚀控制、生态保护、改善河流水质、灌溉、户外休闲甚至水力发电，是濒河的聚居地常见的一种人造水体。

## 簡介
調整池為一種人工的儲水洼地，通常調整池會有一個或多個引入的水源，匯集至一個人工挖掘而成的窪地，出口處也會興建一個或多個出水口讓水流出。有些調整池會興建在高處，以讓水流自高處留下。而其它的調整池，基於不同的使用目的，則會興建在低窪地區以利於水流的匯流，讓下游河道減少流量壓力。
調整池除了能夠暫時匯集水流，分擔下游河道的流量壓力外，還可以在蓄水後，保持下游需用水處穩定且長時間的供水，更可在平時作為生態湖泊以供周圍的生物作為棲息環境，並過濾水質，而調整池周圍的土地也可發展為一觀光休憩的場所。

## 用途

### 水力發電

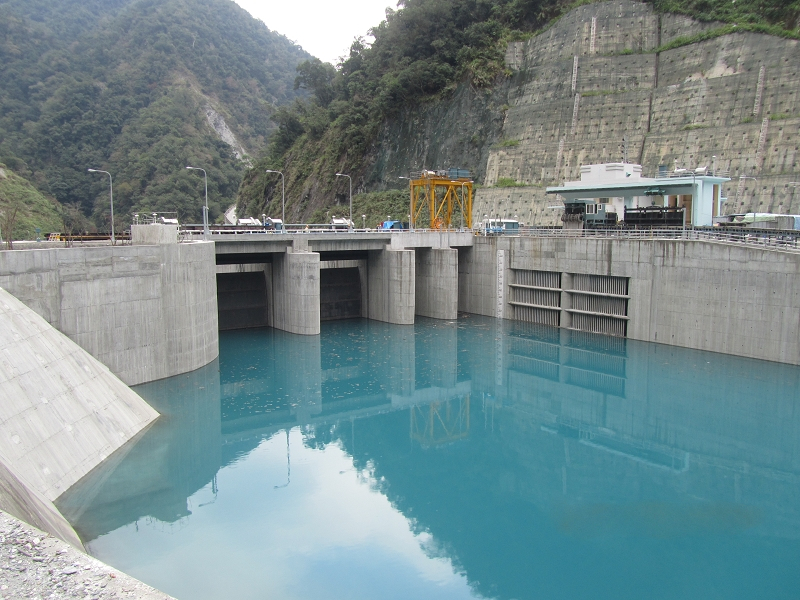
在臺灣位於花蓮山區的南溪壩所形成蓄水池便是調整池，供應下游東部發電廠碧海機組進行水力發電。

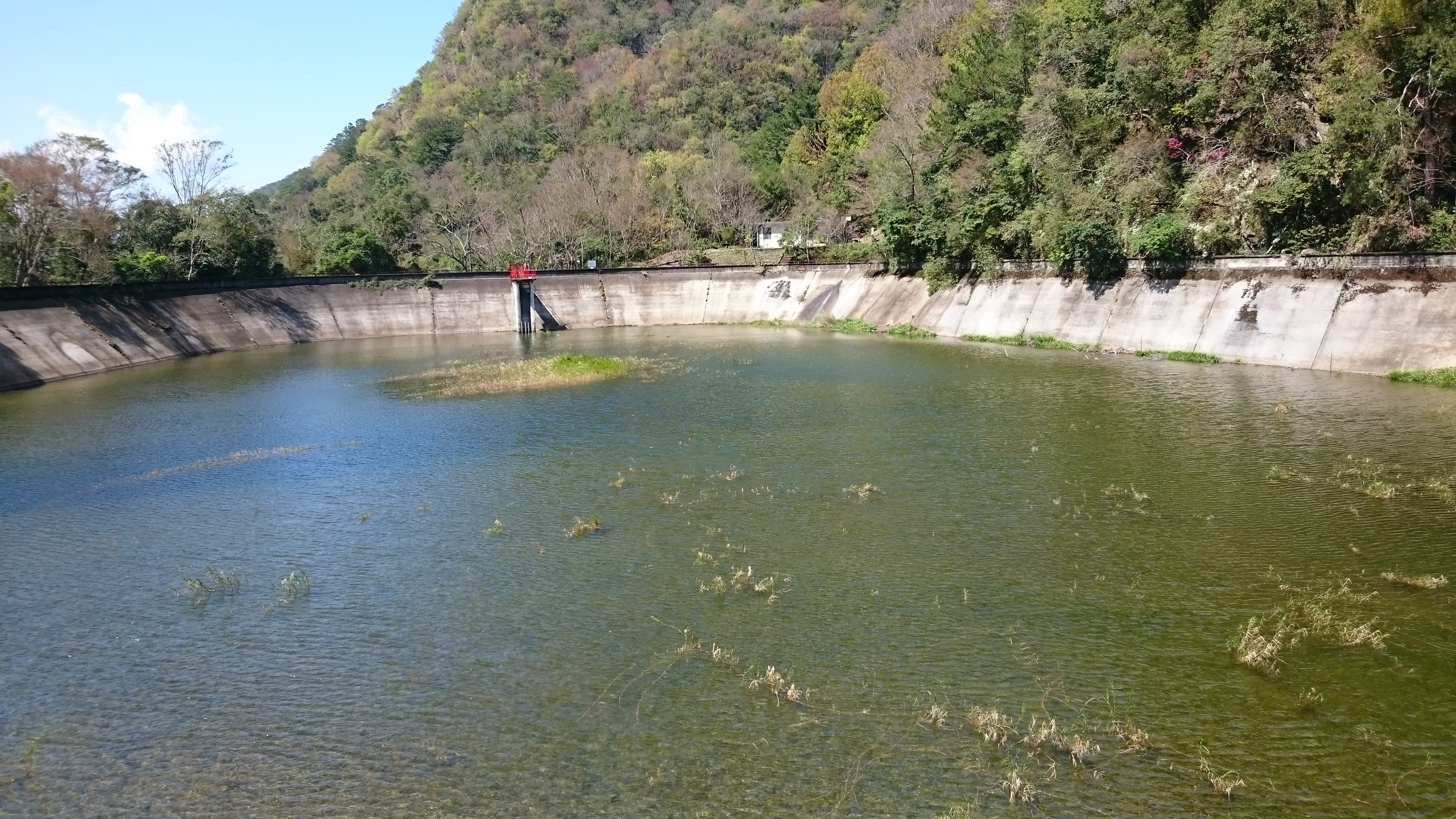
在臺灣位於南投山區的萬大發電廠調整池。

調整池式水力發電為慣常式水力發電中的其中一種，通常調整池式水力發電會在河川中興建一座有閘門控制排洪量的水壩，壩後形成之蓄水池即為調整池，位於臺灣花蓮山區的東部發電廠碧海機組即為此例。在調整池中會續留發電廠一日發電量所需的水量。這種水力發電形式不同於川流式水力發電無法儲水，但也不同於水庫式水力發電的永久大容量儲水功能，屬於兩種水力發電的結合版。
川流式水力發電中，壓力鋼管與頭水隧道之間的前池除了沉砂以外，也多少有調整池的功能，然而大多數川流式水力發電廠的前池儲水容量並不大，因此實際調節功能可說是微乎其微。

### 民生用水
調整池的功能中，還可用於供應民生用水，如臺灣興建中的中庄調整池，即為案例之一。該調整池興建於大漢溪下游處，興建目的為為防止上游石門水庫如遇颱風時原水濁度過高無法供應民生自來水，因此利用下游大漢溪剩餘水量興建攔河堰一座，將水截流，堰後所形成之調整池可供應桃園市與新北市的板橋、新莊等地區民生用水約2.4萬噸。

### 農田灌溉

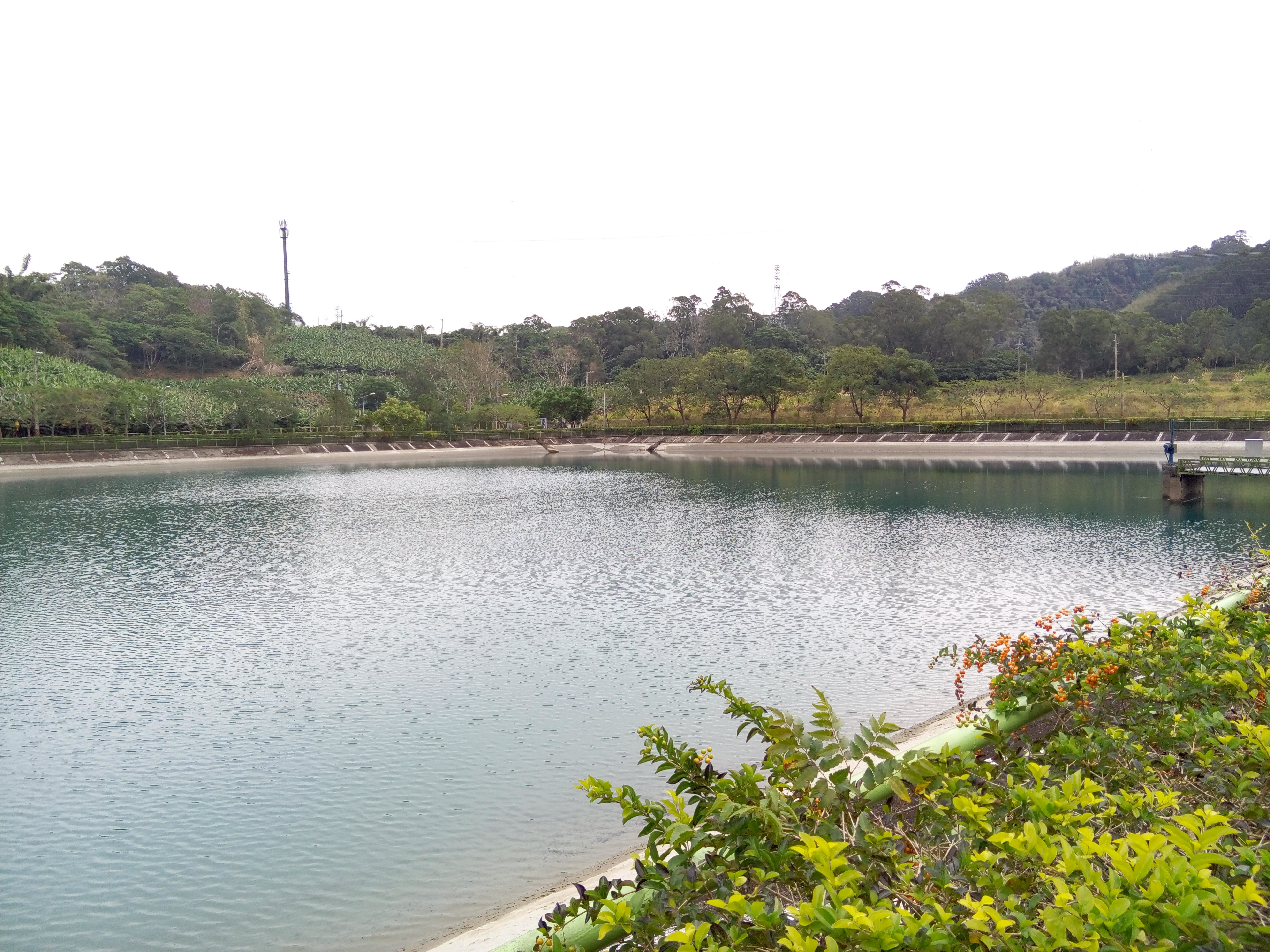
在臺灣位於鹿野圳的馬背調整池一景。

調整池也會利用於農田灌溉中，並且，通常會興建在山坡地不易取得水源的灌溉區。如臺東農田水利會鹿野圳馬背調整池，便是興建於山坡高處，讓水流依分配量向下游灌溉區供給的一項案例，而馬背調整池也是目前臺灣最大的人造蓄水農塘。

### 洪水分流

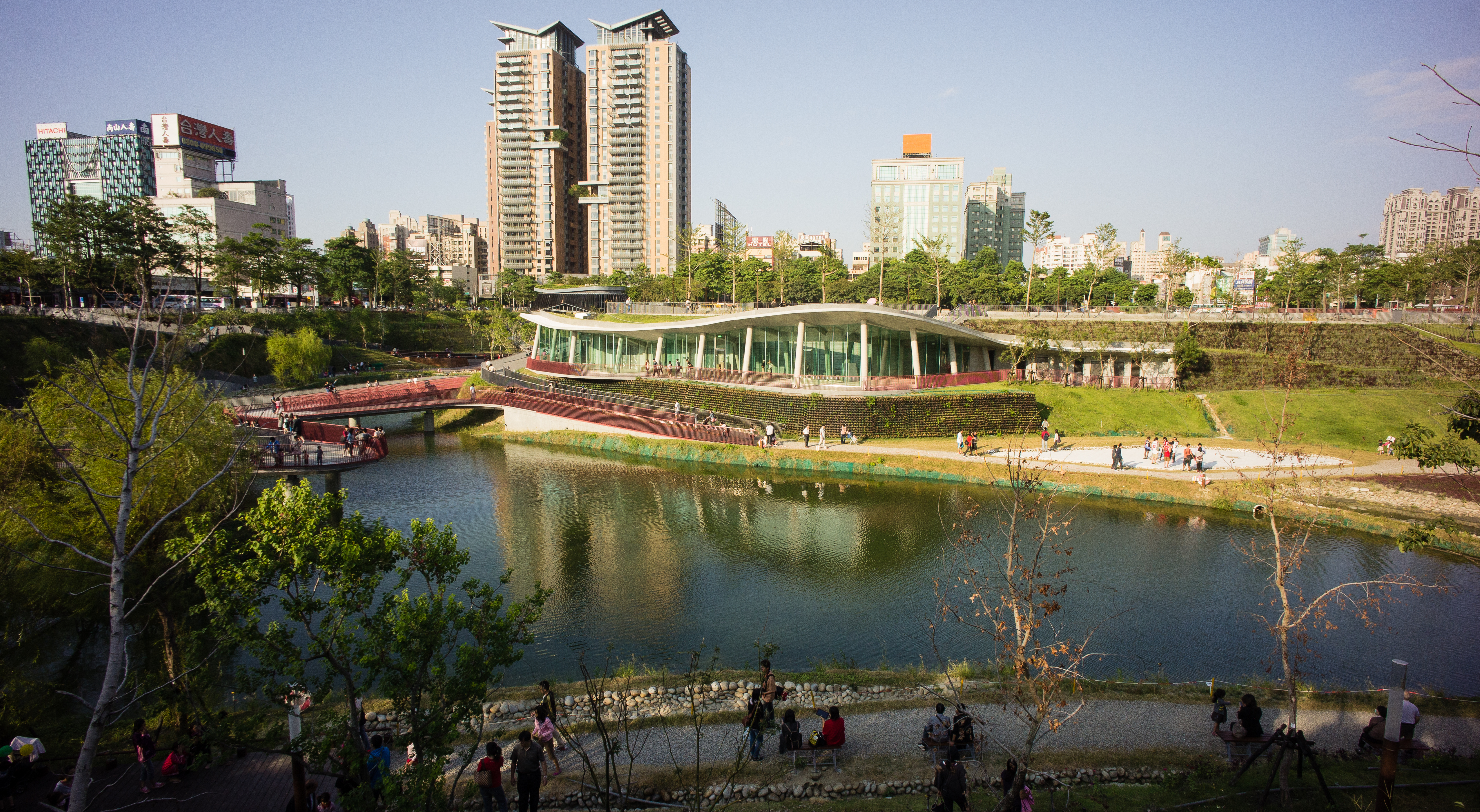
臺中市政府在臺中國際會展中心預定地打造滯洪池公園，即今「秋紅谷」。

滯洪池是於河、溪、湖泊內，或鄰接處，又或支流上開挖出的區域，將地表逕流暫時儲存以收調節洪水功效，降低因為暴雨尖峰流量對下游低勢地區所帶來的傷害。如神田川・環狀7號線地下調節池 － 日本東京都用來匯集雨水的大型地下調節池。滯洪池絕大多數為人造建築，除了在水流量極大時，收納洪水功能外，平時無蓄水狀態的良好天候時，滯洪池還可用作於遊憩功能（如公園、運動場等）或成為生態湖泊提供生物做為棲息地點。如臺灣位於臺中市的大型滯洪池即一座生態公園，並成為當地景點「秋紅谷」。

### 汙水處理
汙水處理廠中，所連結的廢水來源不可能跼限在某時間地點亦不可能平均分配。因此，在興建汙水處理廠之前，會先行設計一座蒐集汙水的蓄水池作為汙水處理前的處理設備，這樣的蓄水池也是調整池利用方式的其中一種。

## 資料來源
1. ↑  U.S. Environmental Protection Agency. Washington, D.C. "Preliminary Data Summary of Urban Storm Water Best Management Practices." （页面存档备份，存于） Chapter 5. August 1999. Document No. EPA-821-R-99-012.
2. 1 2 3 4  . 高雄市工務局.   [2016-03-20]. （原始内容存档于2015-09-27）.
3. ↑  Water Environment Federation （页面存档备份，存于）, Alexandria, VA; and American Society of Civil Engineers （页面存档备份，存于）, Reston, VA. "Urban Runoff Quality Management." （页面存档备份，存于） WEF Manual of Practice No.  23; ASCE Manual and Report on Engineering Practice No.  87. 1998. ISBN 1-57278-039-8. Chapter 5.
4. ↑   (PDF).   [2016-03-20]. （原始内容 (PDF)存档于2009-07-31）.
5. ↑  . 台灣電力公司.   [2016-03-20]. （原始内容存档于2014-02-01）.
6. ↑  . 義守大學.[]
7. ↑  . 臺灣永續能源研究基金會.[永久]
8. ↑  Dwivedi, A.K. Raja, Amit Prakash Srivastava, Manish. . New Delhi: New Age International. 2006: 354. ISBN 81-224-1831-7.
9. 1 2  北水局-工務課. . 水利署電子報. 2014-08-01  [2016-03-20].
10. 1 2  .   [2014-12-10]. （原始内容存档于2014-12-09）.
11. 1 2  .   [2016-03-20].[永久]

## 外部連結

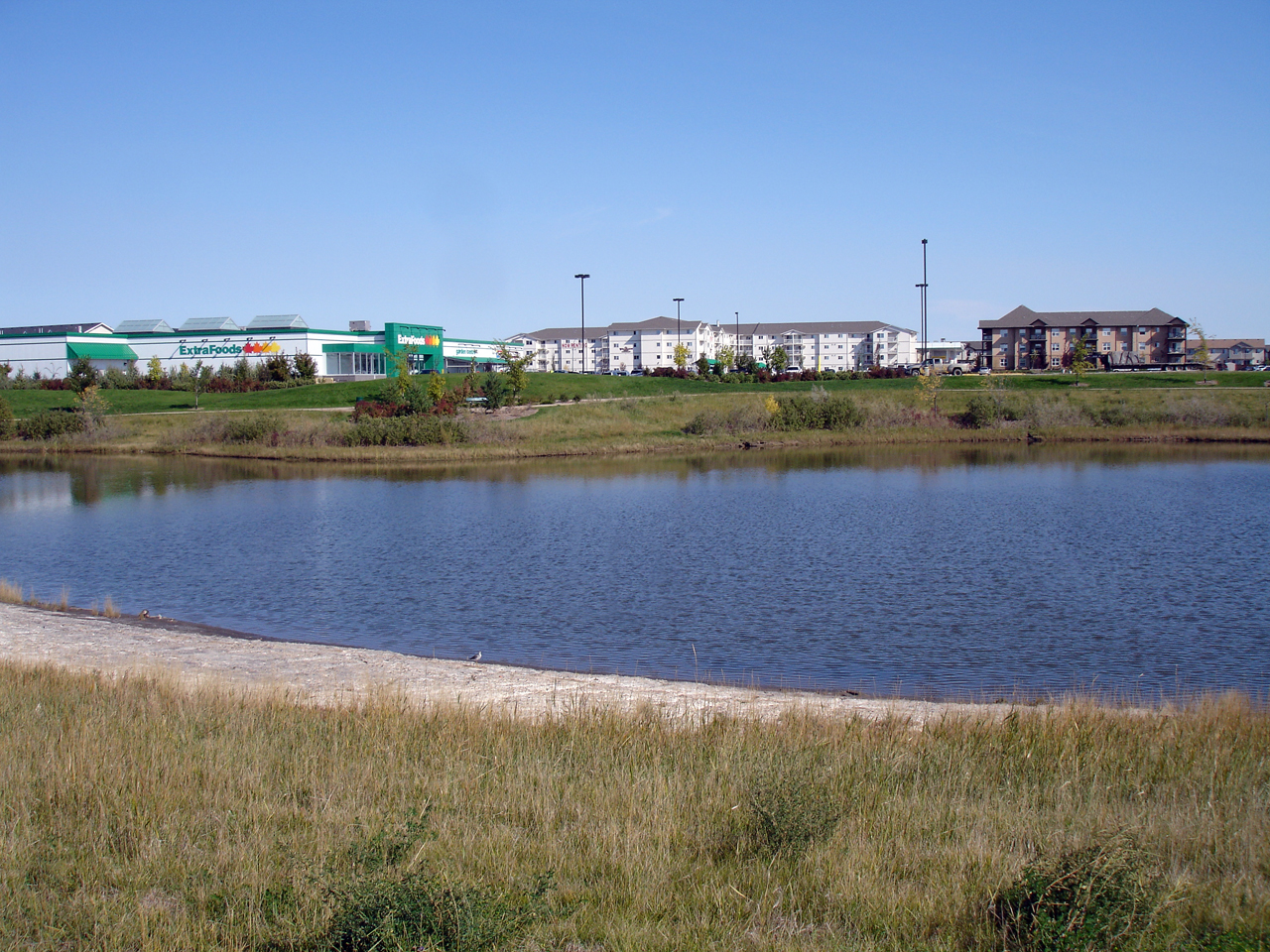
在加拿大位於萨斯喀彻温省萨斯卡通的調整池，有天然草地的植物的园林美化。

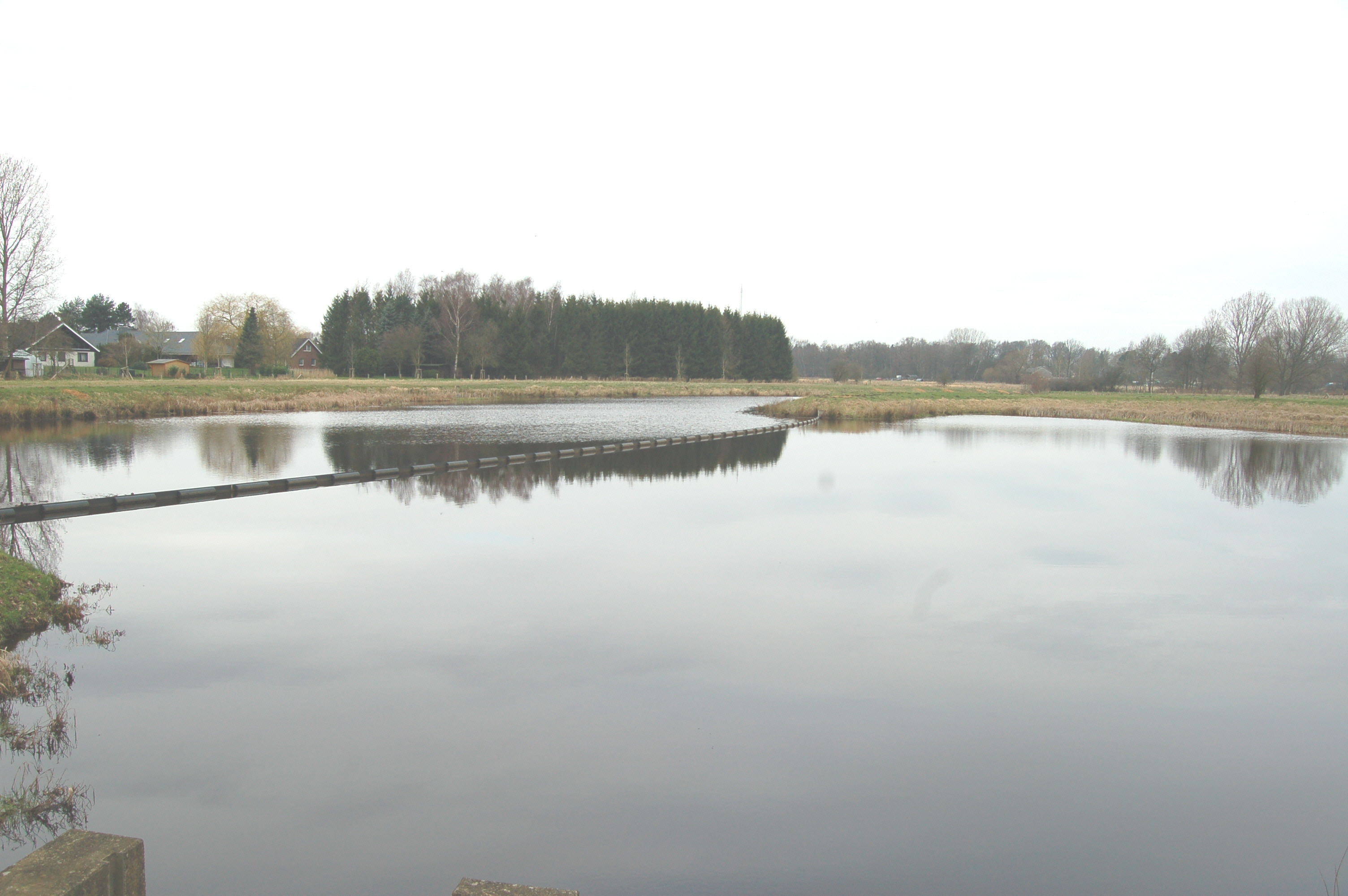
位於德國的一座調整池。

- Virginia retention basin standards 的存檔，存档日期2006-02-11.
- Detention vs. retention – Harris County, Texas Flood Control District
- Stormwater Ecological Enhancement Project 的存檔，存档日期2005-10-25. – University of Florida
- The use of retention ponds in residential settings
- International Stormwater BMP Database – Performance Data on Urban Stormwater BMPs